# Pseudodanthonia himalaica
Pseudodanthonia himalaica là một loài thực vật có hoa trong họ Hòa thảo. Loài này được (Hook.f.) Bor & C.E.Hubb. miêu tả khoa học đầu tiên năm 1957 publ. 1958.